# إيس تيملكوران
إيس تيملكوران (مواليد 22 يوليو 1973، إزمير) (بالتركية: Ece Temelkuran)‏ هي صِحفية ومؤلفة تركية. كانت كاتبة عمود في ملليت (2000-2009) وفي هابرتورك (2009 - يناير 2012)، ومقدمة في تلفزيون هابرتورك (2010-2011). نُشرت أعمدتها في وسائل الإعلام الدولية مثل الغارديان ولوموند ديبلوماتيك.
تم فصلها من صحيفة هابرتورك بعد أن كتبت مقالات تنتقد الحكومة، وخاصة طريقة تناولها لمذبحة أولوديري في ديسمبر 2011.

## مسيرتها
تخرجت من كلية الحقوق بجامعة أنقرة، وقد نشرت 12 كتابًا، بما في ذلك كتابان باللغة الإنجليزية. في عام 2008 كانت زميلة زائرة في معهد رويترز لدراسة الصحافة. حصلت على جائزة جمعية حقوق الإنسان التركية آيشي زاراكولو (Ayşe Zarakolu) لحرية الفكر في عام 2008.
نشرت روايتها الأولى (Muz Sesleri) «أصوات الموز» في عام 2010، وتُرجمت إلى العربية والبولندية.